# Souad Massi
Souad Massi, (Alžir,23. kolovoza 1974.) popularna je alžirska pjevačica, kantautorica i gitaristica, berberskog podrijetla.
Započinje svoju karijeru u rock sastavu Atakor prije nego napušta Alžir zbog smrtonosnih prijetnji.  1999. godine Massi nastupa ma festovalu Femmes d'Algerie u Parizu nakon čega slijedi potpis ugovora s diskografskom kućom Island Records.
Glazba koju Massi izvodi s akustičnom gitarom, prikazujue Western glazbeni stil na kojeg su utjecali rock, country i portugalski fado ali ponekad utjelovljuje i orijentalne glazbene stilove kao i orijentalne instrumente poput ouda i naravno i afričke glazbene stilove.
Massi pjeva na alžirskom arapskom, francuskom, i povremeno na engleskom i kabilskom, često koristeći više jezika u istoj pjesmi.

## Djetinjstvo i prvi sastavi
Massi je rođena u Alžiru u siromašnoj obitelji sa sedmero djece. Ohrabrena od strane starijeg brata, započinje studij glazbe vrlo mlada, pjevajući i svirajući gitaru. Odrastajući poistovjećuje se s zvucima američke country i tradicionalne glazbe i ti glazbeni stilovi će kasnije jako utjecati na tekstove pjesama koje će napisati. U dobi od sedamnaest godina priključuje se jednom flamenco sastavu, ali ubrzo se zasićuje istog te ga napušta.
U ranim 1990.-im Massi se pridružuje alžirskom političkom rock sastavu Atakor, na kog su utjecali Zapadni rock sastavi poput Led Zeppelina i U2-a. S grupom je provela sedam godina izdajući uspješan album i dva popularna glazbena videa.
Sastav, sa svojim političkim tekstovima i rastućom poluratnosti, postaje meta protivnika koji se nisu slagali s njihovim načinom razmišljanja. Massi se prerušava, skraćujući kosu i nosi mušku odjeću ali usprkos tomu postaje meta smrtonsnih prijetnji. Napušta sastav 1999. i seli u Pariz.

## Solo karijera
1999. godine Massi dobiva pozivnicu za učešće na festivalu Femmes d'Algerie ("Žene iz Alžira"), što je vodilo potpisivanju ugovora s Island Recordsom.
Njen prvi solo album Raouiizdaje u lipnju 2001. kog Allmusic upoređuje s američkom narodnom glazbom 1960.-ih godina. Pjevan uglavnom na francuskom i arapskom, album dobiva dobru kritiku i biva komercijalno uspješan u Francuskoj. Sljedeće godine, nominirana je za  "Best Newcomer" na  "BBC Radio 3 Awards for World Music".
Svoj drugi album Deb ("Slomljenog srca") izdaje 2003. godine. Tekstovi albuma su imali više osobni nego politički prizvuk i album postaje jedan od najuspješnijih sjevernoafričkih albuma diljem svijeta. 
Poslije tri godine, Massi izdaje svoj treći album Mesk Elil. 
Album proširuje teme ljubavi i gubitaka koje su opjevanje na albumu Deb, na kojem pjeva u duetu s Dabyjem Tourem i Rabahom Khalfaom
Godine 2010., izdaje svoj četvrti studijski album Ô Houria. Producenti ovog albuma su bili Francis Cabrel i Francoise Michel. Paul Weller sudjeluje i kao vokal i na klaviru.

## Diskografija

### Solo albumi
- 2001.: Raoui
- 2003: Deb[6]
- 2005: Mesk Elil
- 2007: Live acoustique
- 2010: Ô Houria
- 2015: El Mutakallimun

## Vanjske poveznice
- www.souadmassi.com  Arhivirana inačica izvorne stranice od 14. kolovoza 2012. (Wayback Machine)
- www.souadmassi.com.fr  Arhivirana inačica izvorne stranice od 4. lipnja 2010. (Wayback Machine)
- www.myspace.com/massisouad
- Portret umjetnice  Arhivirana inačica izvorne stranice od 14. prosinca 2013. (Wayback Machine) na stranici njene izdavačke kuće